# Divinka
Divinka é um município da Eslováquia, situado no distrito de Žilina, na região de Žilina. Tem 5,17 km² de área e sua população em 2018 foi estimada em 1.024 habitantes.

## Demografia
| Ano:        | 1994 | 2004   | 2014    | 2024   |
| ----------- | ---- | ------ | ------- | ------ |
| Broj ljudi: | 793  | 851    | 1040    | 1015   |
| Razlika:    |      | +7,31% | +22,20% | -2,40% |

| Ano:               | 2023 | 2024   |
| ------------------ | ---- | ------ |
| Número de pessoas: | 1013 | 1015   |
| Diferença:         |      | +0,19% |